# 阿久津正蔵
阿久津 正蔵（あくつ しょうぞう、1900年12月1日 - 1988年2月12日）は、日本の陸軍軍人。最終階級は陸軍主計大佐。太平洋戦争後は軍人時代に研究した製パンの知識をもってパン業界に入り、日本パン技術協会会長を務めた。

## 軍人として
1921年（大正10年）、主計候補生第15期として陸軍経理学校を優等卒業。同年、陸軍三等主計に任官し歩兵第52連隊附、続いて第8師団経理部の経理官となる。1926年（大正15年）、陸軍二等主計で陸軍糧秣本廠の廠員に補職され陸軍経理の中でもとくに糧秣を担当する。1930年（昭和5年）、陸軍から派遣され東京帝国大学工学部を卒業。その後は陸軍糧秣本廠と兼務して陸軍科学研究所所員および陸軍習志野学校研究部部員となり研究を本務とする。1940年（昭和15年）よりドイツに駐在し軍用パン等の研究をする。1943年（昭和18年）、陸軍糧秣本廠附の主計中佐であったとき「炊事自動車の研究」等の功績により陸軍技術有功章を受章した。

## パン業界での功績
太平洋戦争の終戦により帰国すると、現役将校であったために公職追放を受ける。しかし阿久津が陸軍時代に研究した製パンの知識がパン業界に受け入れられ、間もなく日本パン技術協会会長就任。1951年（昭和26年）には藤澤義雄、柴田米作らとともに、日本向けの製パン技術「ファシー式製パン法」を考案し普及に努めた。1953年（昭和28年）第17回国会では参議院厚生委員会「国民生活改善に関する小委員会」の「粉食対策に関する件」において参考人として発言した。
阿久津が発明した電極式パン焼き器は、自動製パン機のもととなっている。

## 著作その他
- 阿久津正蔵著『我國に於ける工場炊事の現况と研究改善の方途』糧友会、1927年[16]。
- 阿久津正蔵著『パン焼竃の進歩』糧友会、1930年[16]。
- ノイマン著　阿久津正蔵訳『独乙パン』糧友会、1933年[16]。
- 阿久津正蔵著『パンの科学』糧友会、1933年[16]。
- 阿久津正蔵著『パン科学』生活社、1943年[16]。
- 阿久津正蔵著『パンの上手な作り方と食べ方』主婦之友社、1948年[16]。
- 阿久津正蔵著『国内産小麦とパン用への可能性』製粉振興会〈製粉振興会叢書〉[16]。
- 阿久津正蔵監修　越後和義著『パンの研究 － 文化史から製法まで』柴田書店。